# Episodi di Lockie Leonard (seconda stagione)
La seconda stagione della serie televisiva Lockie Leonard è stata trasmessa in anteprima in Australia dalla Nine Network nel corso del 2010.
| nº | Titolo originale         | Titolo italiano | Prima TV Australia | Prima TV Italia |
| -- | ------------------------ | --------------- | ------------------ | --------------- |
| 1  | New and Improved         | Inedito         | 2010               | Inedito         |
| 2  | The X Factor             | Inedito         | 2010               | Inedito         |
| 3  | Bubble Trouble           | Inedito         | 2010               | Inedito         |
| 4  | Pick a Winner            | Inedito         | 2010               | Inedito         |
| 5  | Life Map                 | Inedito         | 28 giugno 2010     | Inedito         |
| 6  | Total Eclipse            | Inedito         | 2010               | Inedito         |
| 7  | The Silence of the Frogs | Inedito         | 2010               | Inedito         |
| 8  | The Information Age      | Inedito         | 2010               | Inedito         |
| 9  | Time and Tide            | Inedito         | 2010               | Inedito         |
| 10 | It Happens               | Inedito         | 2010               | Inedito         |
| 11 | Snake Hide Oil           | Inedito         | 2010               | Inedito         |
| 12 | The Big Questions        | Inedito         | 2010               | Inedito         |
| 13 | The Party                | Inedito         | 2010               | Inedito         |
| 14 | Enter the Mermaid        | Inedito         | 2010               | Inedito         |
| 15 | A Head of the Team       | Inedito         | 2010               | Inedito         |
| 16 | Cure for Stings          | Inedito         | 2010               | Inedito         |
| 17 | A Musical Moment         | Inedito         | 2010               | Inedito         |
| 18 | Laugh with the Leonards  | Inedito         | 2010               | Inedito         |
| 19 | Aliens in Angelus        | Inedito         | 2010               | Inedito         |
| 20 | Buried Treasure          | Inedito         | 2010               | Inedito         |
| 21 | Second Best in Show      | Inedito         | 2010               | Inedito         |
| 22 | I, Monster               | Inedito         | 2010               | Inedito         |
| 23 | Trixie Wants to Party    | Inedito         | 2010               | Inedito         |
| 24 | Not So Perfect Storm     | Inedito         | 23 luglio 2010     | Inedito         |
| 25 | Crimes of the Heartless  | Inedito         | 2010               | Inedito         |
| 26 | Legend                   | Inedito         | 2010               | Inedito         |